# Costa Clarie
La costa Clarie (en inglés, Clarie Coast) es un sector de la costa de la Tierra de Wilkes en la Antártida Oriental. Se extiende entre el cabo Morse (66°15′S 130°10′E / -66.250, 130.167), límite con la costa Banzare, y la punta Pourquoi Pas (66°12′S 136°11′E / -66.200, 136.183), límite con la costa Adelia.
Australia la denomina costa Wilkes (en inglés: Wilkes Coast) y junto con Francia le asigna un límite oriental ligeramente corrido hacia el oeste, en el meridiano 136° Este, coincidente con el límite entre el Territorio Antártico Australiano y la Tierra Adelia reclamada por Francia. Para ambos países ese meridiano es el límite oriental de la Tierra de Wilkes, pues excluyen de ella a la Tierra Adelia, que otros países incluyen y denominan costa Adelia.
Excepto por el sector de discrepancia entre el meridiano de 136° Este y la punta Pourquoi Pas, que es reclamado por Francia, el resto de la costa Clarie es reclamada por Australia, pero ambas reclamaciones están sujetas a las restricciones establecidas por el Tratado Antártico.
Fue descubierta en enero de 1840 por el capitán Jules Dumont d'Urville, quien le dio el nombre de Côte de Clarie en honor de la esposa de Charles Jacquinot, capitán del barco Zélée que integraba la expedición.
El área fue explorada por el capitán J. K. Davis de la Expedición Antártica Australiana (1911-1914) en el barco SY Aurora. La Expedición de investigación antártica británica, australiana y neozelandesa (1930-1931) liderada por Douglas Mawson le dio el nombre de Wilkes Coast en honor del explorador estadounidense Charles Wilkes.
El cabo Morse, que marca la entrada este de la bahía Porpoise, fue delineado por fotografías aéreas de la Operación Highjump (1946-1947). 